# Edificio Martinelli
El Edificio Martinelli es un edificio ubicado en el centro histórico en la zona central de la ciudad de São Paulo, Brasil, en la manzana formada por la rua São Bento, la avenida São João y la rua Líbero Badaró. Debido a su altura, el edificio es un mirador desde donde es posible observar diversos puntos turísticos cercanos como el Vale do Anhangabaú y la Catedral da Sé.
Fue el segundo rascacielos de Brasil entre 1934 y 1947 (y durante un tiempo el más alto de América Latina), sobrepasando al edificio Joseph Gire, conocido como "La Noche" (en portugués: "A Noite"), en Río de Janeiro, que fue construido en apenas dos años entre 1927 y 1929.
Fue completamente remodelado por el alcalde Olavo Setúbal en 1975 y reformado nuevamente en 1979. Actualmente aloja órganos municipales además de algunas tiendas en la planta baja.

## Historia

### Proyecto y construcción
El edificio Martinelli fue ideado por el italiano Giuseppe Martinelli y proyectado por el arquitecto húngaro Vilmos (William) Fillinger (1888-1968), formado en la Academia de Bellas Artes de Viena.
Sin apoyo del gobierno para terminar la obra, Martinelli se vio obligado a vender una parte del emprendimiento al Istituto Nazionale di Credito per il Lavoro Italiano all'Estero, institución del gobierno italiano que recolectaba ahorros de los emigrantes italianos y las depositaban en empresas italianas que operaban en el exterior.

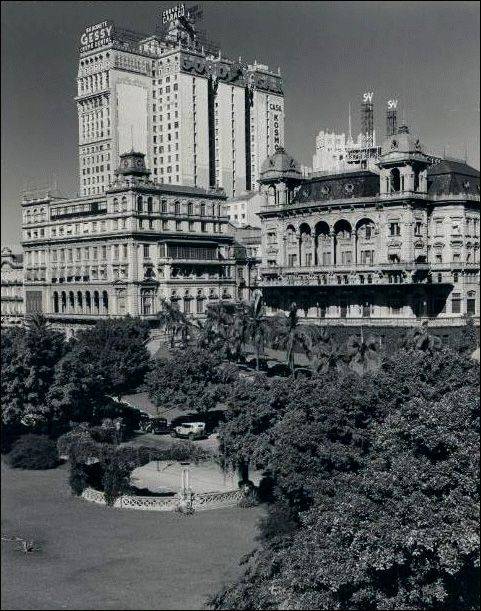
El Martinelli (al fondo) con el Club Comercial y uno de los Palacetes Prates, en 1931.

Erguido con la técnica constructiva de mampostería de ladrillo y estructura de concreto, el piso principal esta enteramente revestido de granito rojo rosado, convirtiéndose en su principal característica. Fue considerado el símbolo arquitectónico más importante del momento de transición de la ciudad baja, o sea, desde su inicio fue considerado marco del proceso de paso de una ciudad hacia una metrópoli, ya que en esa localidad, en esa época, no había ningún otro tipo de construcción vertical.
El edificio Martinelli fue, en su inicio, portador de diversos elementos traídos desde Suiza como ascensores y teléfonos.
La construcción se inició en 1924 y el edificio fue inaugurado a pesar de que aún no estaba terminado, con sólo 12 pisos, en 1929. Ese mismo año, se publicó un artículo que nombraba al edificio A Noite como el mayor rascacielos construido con concreto armado del mundo. Tal disputa entre ambos edificios demostraba el interés de sus impulsadores en tener el título de Rascacielos más alto, que servía para enfatizar el poder público y el poder relacionado con la imagen de progreso tecnológico de la ciudad de São Paulo.
El proyecto arquitectónico fue modificado varias veces, aumentando la altura del edificio con el objetivo de sobrepasar a su competidor. Los trabajos fueron retomados y seguirían hasta 1934, cuando la obra fue finalizada con 30 pisos y 105 metros de altura.
La construcción del Martinelli generó gran polémica ya que, hasta ese momento, no había ningún otro edificio en São Paulo con esa altura y se discutió la conveniencia y la seguridad de tener edificios semejantes en la ciudad. Para garantizar la seguridad del edificio, Martinelli encargó la ejecución de un palacete en la cima del edificio, réplica de una villa italiana, como morada de su propia familia para mostrar a la población que el edificio no se derrumbaría.
Al terminarse la construcción en 1934, el edificio Martinelli consiguió sobrepasar al edificio A Noite que ya había sido inaugurado 5 años antes. 
En 1935, el título de edificio más alto de América Latina pasó a ser del edificio Kavanagh, en Buenos Aires, que mide 120 metros de altura.

### Décadas de 1930 y 1940: primeros años y Segunda Guerra Mundial
En sus primeros años, el edificio Martinelli se convirtió en un punto de encuentro para la alta sociedad paulistana. En sus salones se realizaban bailes, tés y veladas.
También funcionó ahí un cine, el Cine Teatro Rosário, en la puerta de ingreso de la rua São Bento. Este fue, por muchos años, uno de los principales cines de la ciudad. El ambiente era considerado muy lujoso (con escaleras de mármol, pasamanos de bronce laminado, estatuas y altorrelieves en polvo de oro) y comparable sólo, en aquella época, al Teatro Municipal de São Paulo.
En 1932, durante la Revolución Constitucionalista, Martinelli alojó en sus pisos superiores una batería de ametralladoras antiaéreas, para defender al estado de São Paulo del ataque de los llamados "vermelinhos", los aviones del gobierno de la República, que sobrevolaban la ciudad amenazando bombardearla.
Varios partidos políticos tuvieron sus sedes en el edificio Martinelli: el antiguo Partido Republicano Paulista (PRP), el Partido Comunista Brasileño (PCB) y la Unión Democrática Nacional (UDN). Los clubes de la ciudad también ocupaban sus ambientes como el Palestra Itália, hoy la Sociedade Esportiva Palmeiras, la Portuguesa de Desportos y el IT Clube, hoy desaparecido.
En 1943, el gobierno brasileño expropió el edificio durante la Segunda Guerra Mundial. Esto ocurrió porque el Brasil declaró la guerra a los países del Eje (lo que incluía a Italia) y confiscó los bienes pertenecientes a italianos residentes en Brasil.
En 1944, el edificio fue subastado por la Unión, siendo subdividido entre 103 propietarios.

### Décadas de 1950, 1960 y 1970: decadencia y recuperación

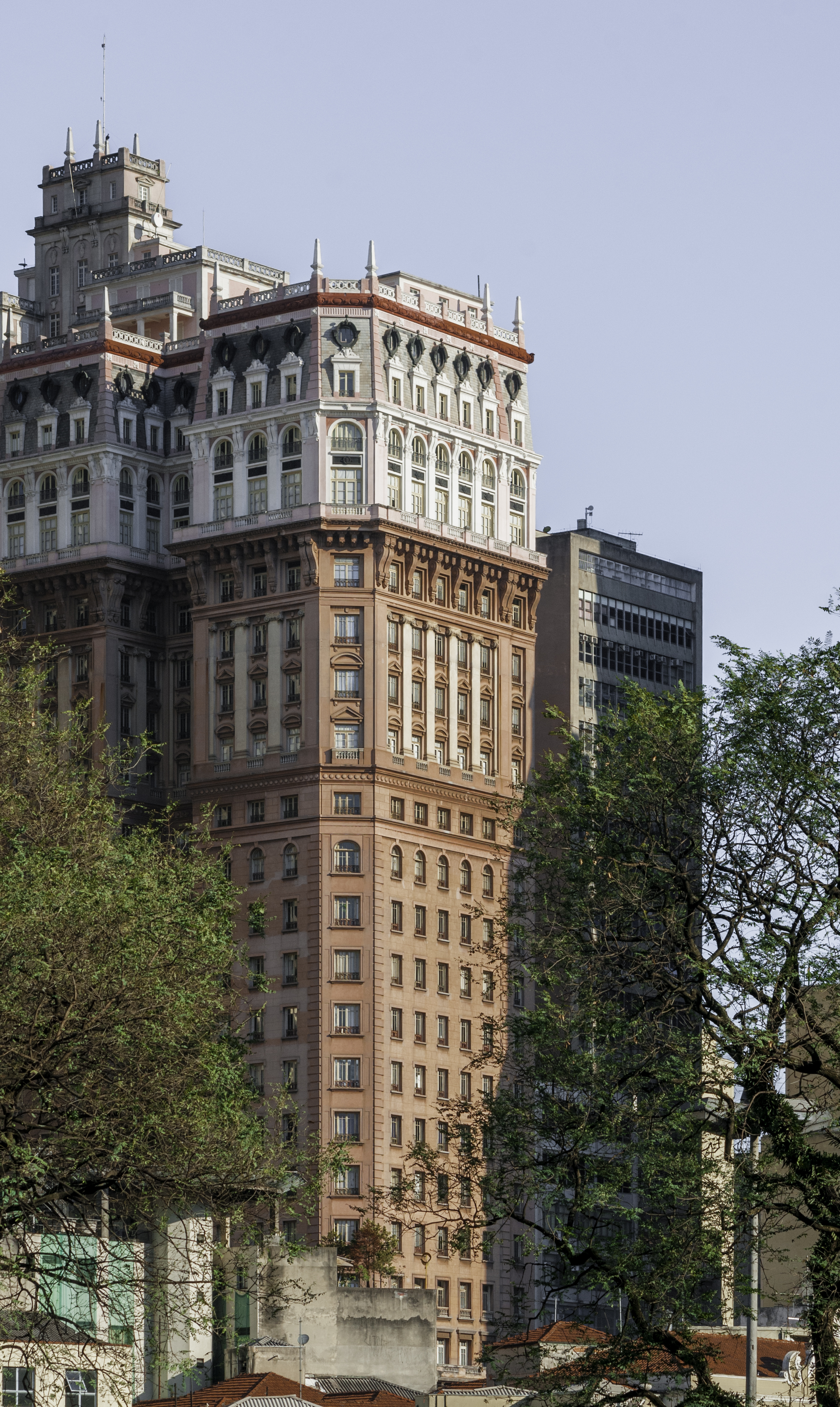
Detalle de la fachada del edificio

En la década de 1950, el edificio entró en una fase de decadencia extrema, ocupado por un gran número de familias de bajos ingresos, se desactivaron los ascensores por falta de pago de electricidad  y la basura arrojada a los conductos de ventilación.
El edificio aún servía como escenario para algunos crímenes famosos de la época y que permanecen sin solución. Además de eso, hay registros de otras ocurrencias, como corrupción de menores.
En 1975 fue expropiado por la Alcaldía de São Paulo y completamente reformado por el alcalde Olavo Setúbal. Luego de muchos cambios positivos en su apariencia y estructura, el edificio Martinelli fue reinaugurado en 1979.

### Década de 1980 a la actualidad
Hoy el edificio Martinelli aloja las secretarías municipales de vivienda y planeamiento, las empresas EMURB e COHAB-SP, la sede del Sindicato de Banqueros de São Paulo además de establecimientos comerciales en su planta baja.
En el año 2008, el exterior del edificio pasó por reformas en su infraestructura. Luego de dos años de obras, el local fue reabierto,  por ello, actualmente pertenece a la alcaldía que tiene varias oficinas en él.
En el piso 26 del edificio existe una terraza desde la que se tiene una vista panorámica de la ciudad, pudiéndose ver diferentes puntos de la ciudad de São Paulo y sus alrededores, como el Pico del Jaraguá, las antenas de la Avenida Paulista y los miles de edificios que componen el paisaje urbano de la ciudad. El espacio es abierto a visitas en todos los días de la semana 
Es un edificio con gran valor arquitectónico y ya fue lugar para encuentros de la clase alta paulistana. Hay un proyecto de la alcaldía de São Paulo para abrir tiendas, restaurantes y bares en la parte exterior del edificio.